# Cauville
Cet article possède un paronyme, voir Couville.
Cauville est une commune française, située dans le département du Calvados en région Normandie, peuplée de 170 habitants.

## Géographie
La commune est en Suisse normande. Son bourg est à 11 km au sud-ouest de Thury-Harcourt, à 11 km au sud-est d'Aunay-sur-Odon et à 12 km au nord de Condé-sur-Noireau.
| Campandré-Valcongrain                                      | Le Hom (comm. dél. de Saint-Martin-de-Sallen) | Le Hom (comm. dél. de Saint-Martin-de-Sallen), Culey-le-Patry |
| Le Plessis-Grimoult                                        | Cauville                                      | Culey-le-Patry                                                |
| Condé-en-Normandie (comm. dél. de Saint-Pierre-la-Vieille) | Saint-Lambert                                 | Saint-Lambert                                                 |

### Hydrographie
La commune est située dans le bassin Seine-Normandie. Elle est drainée par le ruisseau de Cresme, le ruisseau d'Herbion et le ruisseau du Hamelet,,.
Le ruisseau de Cresme, d'une longueur de 11 km, prend sa source dans la commune des Monts d'Aunay et se jette  dans la Druance à Condé-en-Normandie, après avoir traversé quatre communes. 

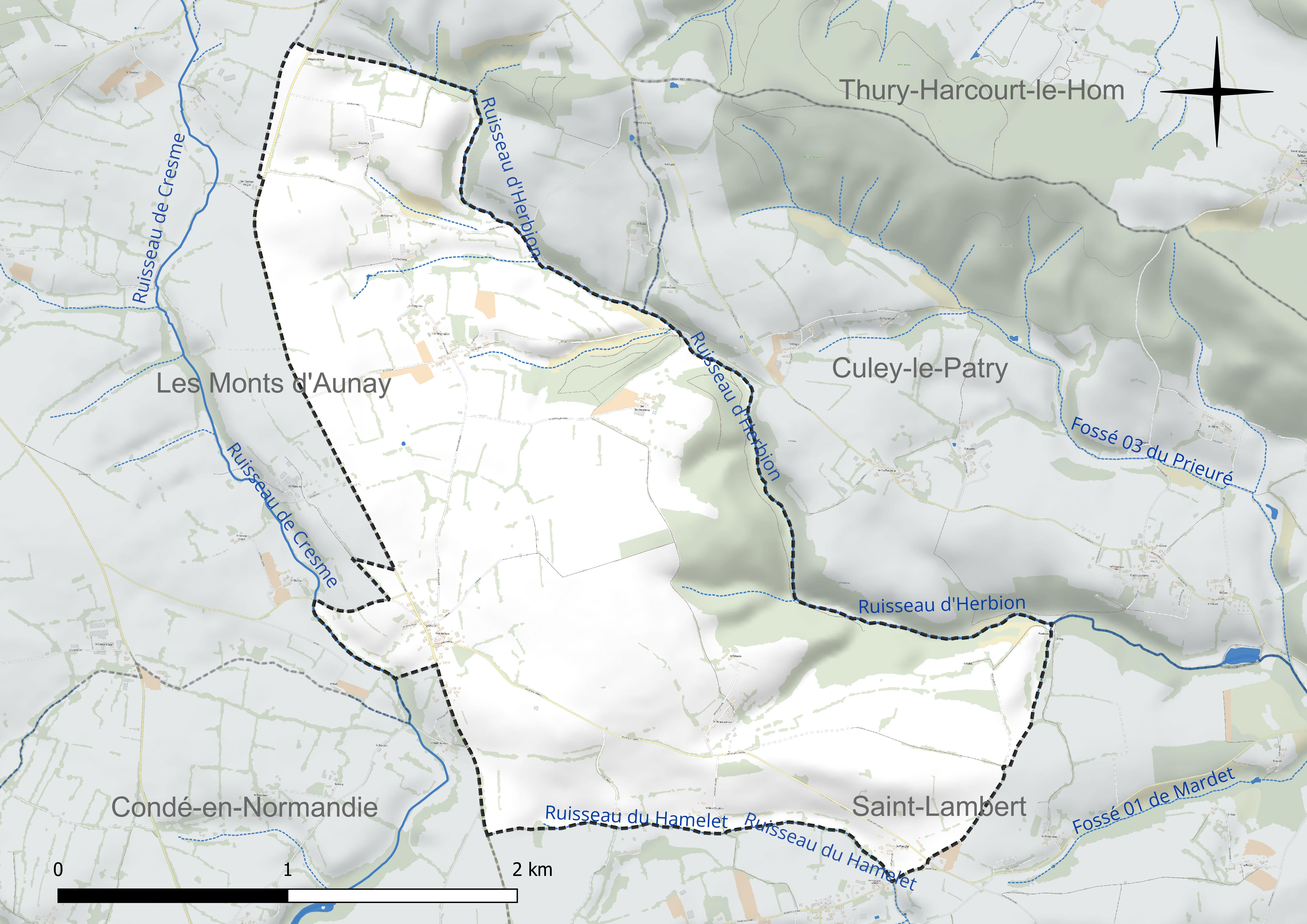
Réseau hydrographique de Cauville.

### Climat
Pour des articles plus généraux, voir Climat de la Normandie et Climat du Calvados.
En 2010, le climat de la commune est de type climat océanique franc, selon une étude du CNRS s'appuyant sur une série de données couvrant la période 1971-2000. En 2020, Météo-France publie une typologie des climats de la France métropolitaine dans laquelle la commune est exposée à un climat océanique et est dans la région climatique  Normandie (Cotentin, Orne), caractérisée par une pluviométrie relativement élevée (850 mm/a) et un été frais (15,5 °C) et venté. Parallèlement le GIEC normand, un groupe régional d'experts sur le climat, différencie quant à lui, dans une étude de 2020, trois grands types de climats pour la région Normandie, nuancés à une échelle plus fine par les facteurs géographiques locaux. La commune est, selon ce zonage, exposée à un « climat contrasté des collines », correspondant au Bocage normand, bien arrosé, voire très arrosé sur les reliefs les plus exposés au flux d'ouest, et frais en raison de l'altitude.
Pour la période 1971-2000, la température annuelle moyenne est de 10 °C, avec  une amplitude thermique annuelle de 13,1 °C. Le cumul annuel moyen de précipitations est de 952 mm, avec 13,9 jours de précipitations en janvier et 8,4 jours en juillet. Pour la période 1991-2020, la température moyenne annuelle observée sur la station météorologique la plus proche, située sur la commune de Terres de Druance à 8 km à vol d'oiseau, est de 11,1 °C et le cumul annuel moyen de précipitations est de 908,6 mm,. Pour l'avenir, les paramètres climatiques de la commune estimés pour 2050 selon différents scénarios d'émission de gaz à effet de serre sont consultables sur un site dédié publié par Météo-France en novembre 2022.

## Urbanisme

### Typologie
Au 1er janvier 2024, Cauville est catégorisée commune rurale à habitat très dispersé, selon la nouvelle grille communale de densité à 7 niveaux définie par l'Insee en 2022.
Elle est située hors unité urbaine. Par ailleurs la commune fait partie de l'aire d'attraction de Caen, dont elle est une commune de la couronne,. Cette aire, qui regroupe 296 communes, est catégorisée dans les aires de 200 000 à moins de 700 000 habitants,.

### Occupation des sols
L'occupation des sols de la commune, telle qu'elle ressort de la base de données européenne d'occupation biophysique des sols Corine Land Cover (CLC), est marquée par l'importance des territoires agricoles (88 % en 2018), une proportion identique à celle de 1990 (88 %). La répartition détaillée en 2018 est la suivante : 
prairies (50,4 %), terres arables (33,5 %), forêts (12 %), zones agricoles hétérogènes (4,2 %). L'évolution de l'occupation des sols de la commune et de ses infrastructures peut être observée sur les différentes représentations cartographiques du territoire : la carte de Cassini (XVIIIe siècle), la carte d'état-major (1820-1866) et les cartes ou photos aériennes de l'IGN pour la période actuelle (1950 à aujourd'hui).

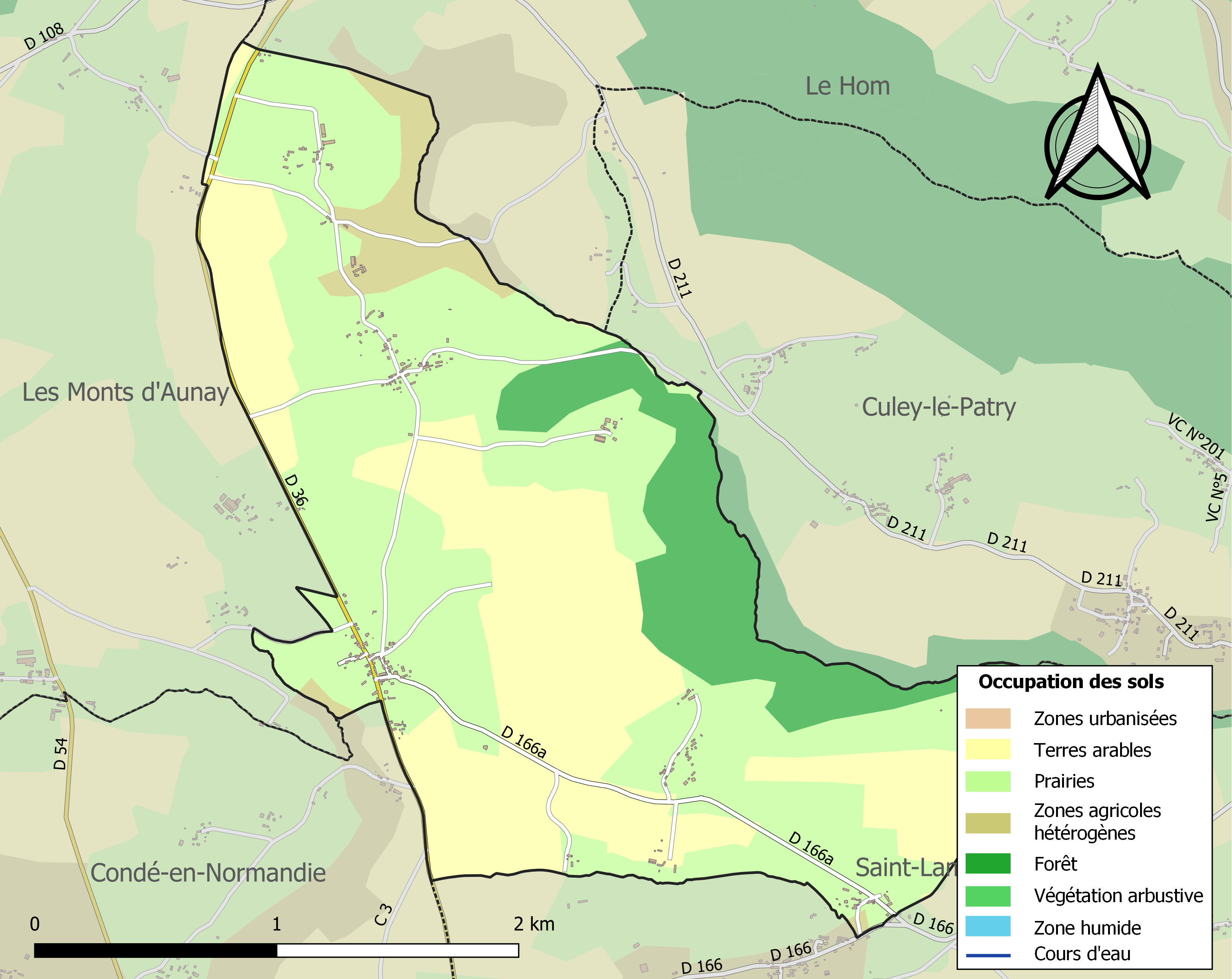
Carte des infrastructures et de l'occupation des sols de la commune en 2018 (CLC).

## Toponymie

### Attestations anciennes
Le nom de la localité est attesté sous la forme Calva villa en 1066 (Fauroux 231), et 1082 (Lucien Musset, Abbayes caennaises, p. 22), ; Cauvilla en 1125 (Arnoux 1) ; Calvavilla, Cauville en 1276 (cart. PG f° 262v°).

### Étymologie
Il s'agit d'une formation toponymique médiévale en -ville au sens ancien de « domaine rural »,,,,.
La nature du premier élément Cau- pose davantage de problème et ne fait pas l'unanimité chez les toponymistes. Parmi les premiers à proposer une solution, on trouve Albert Dauzat qui cite la forme Calvavilla en 1082, dans laquelle il croit reconnaître l'anthroponyme scandinave Kalf (comprendre vieux norois KalfR / Kalfr, vieux danois Kalf / Kalv), implicitement soumis à la déclinaison des adjectifs latins dans une forme médiévale latinisée fallacieuse. Cette idée n'est pas reprise par Jean Adigard des Gautries qui considère que cette latinisation s'est faîte à partir de l'ancien surnom normand (li) Cauf « (le) Chauve » (l'adjectif est issu du gallo-roman CALVU qui a donné la forme normande calf, cauf correspondant à l'ancien français chalf, chauf, refait plus tard en chauve d'après le féminin). François de Beaurepaire reprend cette hypothèse dans un ouvrage récent et mentionne un certain Rogerius Calvus, personnage régional de l'époque médiévale dont le nom a été adapté à un texte rédigé en latin médiéval. En revanche, Ernest Nègre et à sa suite René Lepelley citent directement le nom sous la forme latinisée Calvus,. François de Beaurepaire propose la solution alternative d'identifier dans Calva villa (> *Cauveville) un « domaine chauve », c'est-à-dire « dénudé, sans arbre », théorie qui avait été préalablement rejetée par J. A. des Gautries.
Remarque : Bien que Cauville ne soit pas situé à proprement parler dans la zone de diffusion de la toponymie scandinave, la proposition Kalf de Dauzat est tout aussi soutenable que Calf / Cauf, les deux ne sont cependant pas aussi identifiables que l'adjectif féminin cauve (< latin calva), ville étant également féminin. L'évolution *Cauveville > Cauville ne va pourtant pas de soi et n'est pas attestée, il faut supposer un phénomène d'haplologie.
Le gentilé est Cauvillais.

## Politique et administration
| Période                                  | Période   | Identité          | Étiquette | Qualité                |
| ---------------------------------------- | --------- | ----------------- | --------- | ---------------------- |
| avant 1995                               | ?         | Alain Viel        | DVD       |                        |
| ?                                        | mars 2001 | Roland Halley     |           |                        |
| mars 2001                                | mai 2020  | Jean Suard        | SE        | Retraité               |
| mai 2020                                 | En cours  | Delphine Tasteyre | SE        | Professeure des écoles |
| Les données manquantes sont à compléter. |           |                   |           |                        |

Le conseil municipal est composé de onze membres dont le maire et deux adjoints.

## Démographie
L'évolution du nombre d'habitants est connue à travers les recensements de la population effectués dans la commune depuis 1793. Pour les communes de moins de 10 000 habitants, une enquête de recensement portant sur toute la population est réalisée tous les cinq ans, les populations de référence des années intermédiaires étant quant à elles estimées par interpolation ou extrapolation. Pour la commune, le premier recensement exhaustif entrant dans le cadre du nouveau dispositif a été réalisé en 2004.
En 2022, la commune comptait 170 habitants, en évolution de +5,59 % par rapport à 2016 (Calvados : +1,58 %, France hors Mayotte : +2,11 %).
Au premier recensement républicain, en 1793, Cauville comptait 627 habitants, population jamais atteinte depuis.
| 1793 | 1800 | 1806 | 1821 | 1831 | 1836 | 1841 | 1846 | 1851 |
| ---- | ---- | ---- | ---- | ---- | ---- | ---- | ---- | ---- |
| 627  | 532  | 588  | 484  | 483  | 458  | 403  | 439  | 402  |

| 1856 | 1861 | 1866 | 1872 | 1876 | 1881 | 1886 | 1891 | 1896 |
| ---- | ---- | ---- | ---- | ---- | ---- | ---- | ---- | ---- |
| 395  | 375  | 326  | 316  | 312  | 313  | 301  | 276  | 250  |

| 1901 | 1906 | 1911 | 1921 | 1926 | 1931 | 1936 | 1946 | 1954 |
| ---- | ---- | ---- | ---- | ---- | ---- | ---- | ---- | ---- |
| 241  | 213  | 205  | 201  | 208  | 216  | 173  | 208  | 218  |

| 1962 | 1968 | 1975 | 1982 | 1990 | 1999 | 2004 | 2006 | 2009 |
| ---- | ---- | ---- | ---- | ---- | ---- | ---- | ---- | ---- |
| 201  | 186  | 170  | 131  | 117  | 126  | 157  | 167  | 149  |

| 2014 | 2019 | 2022 | - | - | - | - | - | - |
| ---- | ---- | ---- | - | - | - | - | - | - |
| 156  | 169  | 170  | - | - | - | - | - | - |

## Lieux et monuments
- Église Notre-Dame-de-l'Annonciation (XIXe siècle).